# 瓦佳语
瓦佳语（ 或 ），或译为沃特語，是英格里亞地區民族瓦佳人使用的一種語言，屬於烏拉爾語系的芬蘭語支。現在瓦佳语只在兩個村莊有使用者，是一種瀕危語言。1989年时只剩下62个能操此语言的人，最年轻的出生在1938年。《经济学人》在2005年报道只剩下大约20个能操此语言的人。2021年时估计只有4个母语者，而他们亲戚中约有100人能懂瓦佳语。

## 方言
传统上瓦佳语分成四个方言：

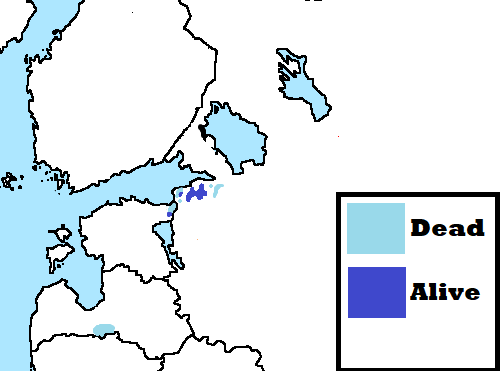
瓦佳语分布图：浅蓝色地区的方言已消亡，深蓝色为现存方言的地区

- 东部方言：受到伊乔里亚语赫瓦方言的影响，最后一位说此方言的人在1976年去世。
- 西部方言：传统上不属于其它分类的方言总称，并不是一个单一的方言。西部方言又可以分为：
  - 中部方言：受到英格里芬兰人的方言的影响，此方言已经消亡。
  - 下卢加方言：特别受到伊乔里亚语下劳卡方言的影响，因为卢加河下游的所有村庄里都有伊乔里亚人和瓦佳人混合居住。
- 库库西方言（Kukkusi）：此方言仅通行在卢加河东岸的一个叫库库西的村庄，附近有几个伊乔里亚人的村庄。它是一种瓦佳语和伊乔里亚语的混合方言，有着伊乔里亚语的词汇和发音，基层语言有瓦佳语的语法标识。有些学者认为此方言已经消亡，但在2006年还有三位能说此方言的人。
- 克雷温方言（英语：Krevinian dialect）：在15世纪被发配至当今拉脱维亚内的瓦佳囚犯所说的方言，最后一位能说此方言的人在19世纪中期去世。

## 例句
瓦佳语：

Meil őli karjušid. Siz őli palkattu karjušiida nyd enempää eväd, eb őő karjušiid, eväd, tšenni ep taho mennä karjušissi. Nyd tšävvää vuoroo.
芬兰语直译：

Meillä oli paimenia. Silloin oli palkattu paimenet, mutta enää eivät, ei ole paimenia, eivät, kukaan ei tahdo paimeneksi. Nyt käydään vuoroin.
中文直译：

我们曾有牧羊人。那时候曾经雇佣了牧羊人，但是不再（雇佣）了，没有牧羊人了，没有了，谁也不愿成为牧羊人。现在轮流做（牧羊人）。